# 미야코군 (오키나와현)
미야코군(일본어: 宮古郡, 미야코어: Myāku, 오키나와어: Nāku)은 오키나와현 서부에 있는 군이다.  인구 1,006명, 면적 22km², 인구밀도 45.7명/km².(2025년 5월 1일, 추계인구)

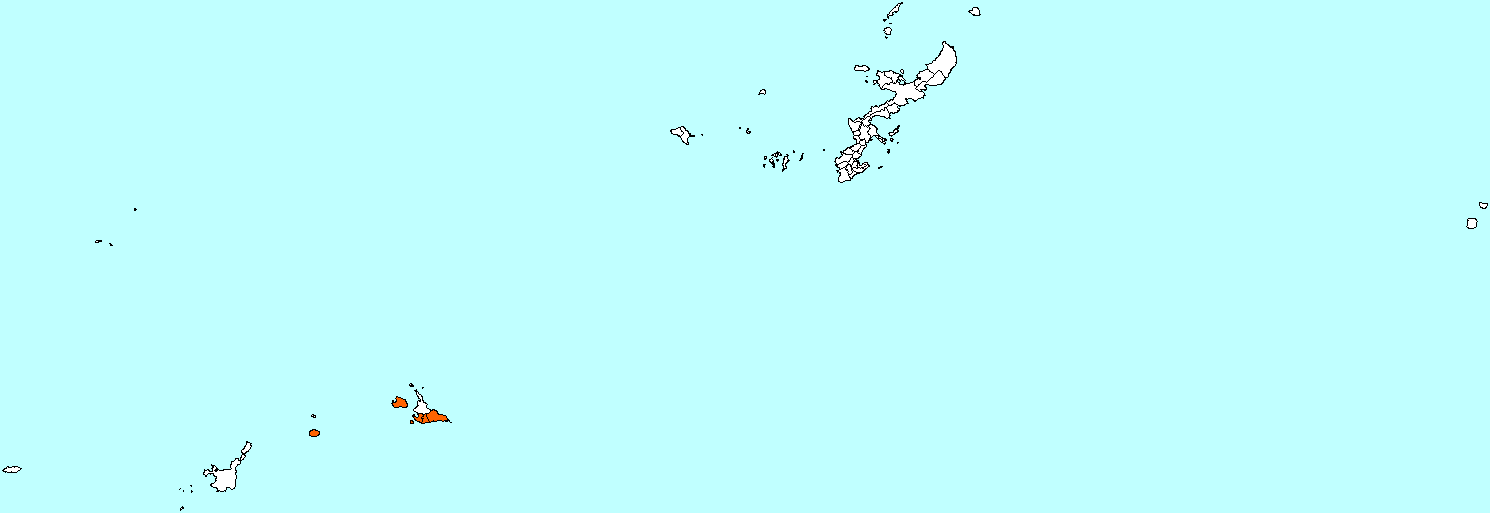

이하 1정으로 구성된다.
- 다라마촌(多良間村)

## 역사
- 2005년 10월 1일 : 미야코 군 관할의 이라부 정(伊良部町), 우에노 정(上野町), 구스쿠베 정(城辺町), 시모지 정(下地町)이 합병하여 미야코지마시(宮古島市)가 되면서 미야코 군의 관할 구역에서 분리되었다.

## 같이 보기
- 미야코 제도
- 미야코 해협
- 미야코섬